# Scatophila disjuncta
Scatophila disjuncta är en tvåvingeart som beskrevs av Cresson 1935. Scatophila disjuncta ingår i släktet Scatophila och familjen vattenflugor. Inga underarter finns listade i Catalogue of Life.